# Sloanea obtusifolia
Sloanea obtusifolia là một loài thực vật có hoa trong họ Côm. Loài này được (Moric.) K.Schum. miêu tả khoa học đầu tiên năm 1886.